# Cazadores Correntinos (localidad)
Cazadores Correntinos es una localidad, municipio y estación de ferrocarril de Argentina, situada en el departamento Curuzú Cuatiá, provincia de Corrientes.
Dependió administrativamente de Curuzú Cuatiá hasta que el 28 de noviembre de 2018 se sancionó la ley n.° 6489 que la convirtió en municipio. De acuerdo al proyecto de ley incluye los parajes Cazadores Correntinos, Espinillo, Pairirí y Basualdo. Fue promulgada el 7 de diciembre de 2018 por decreto n.° 3062/2018.

## Vías de comunicación
La principal vía de comunicación es la ruta provincial 77, que la vincula al norte con la ruta provincial 126, y por esta al este con Curuzú Cuatiá y al oeste con Sauce. La estación del Ferrocarril General Urquiza se denomina Colodrero, y sus vías han sido levantadas.

## Geografía
La localidad es afectada por el arroyo Grande.

## Población
Cuenta con 456 habitantes (Indec, 2010), lo que representa un descenso del 3,6% frente a los 473 habitantes (Indec, 2001) del censo anterior.
| Gráfica de evolución demográfica de Cazadores Correntinos entre 1991 y 2010 |
|                                                                             |
| Fuente: Censos nacionales del INDEC                                         |

## Infraestructura
Cuenta con una escuela y un puesto sanitario.

## Cultura
La Fiesta de la Esquila se realiza en la localidad de Cazadores Correntinos, departamento de Curuzú Cuatiá en el mes de febrero de cada año. Dicha fiesta se vive como un homenaje a los trabajadores de la esquila, quienes en su mayoría viaja a la Patagonia a desarrollar esta actividad rural, ausentándose de sus hogares por tiempo prolongado.
En su 6.ª edición adquiere el adjetivo de interprovincial, ya que nuclea a grupos de esquiladores de Corrientes y Entre Ríos.

Desde horas de la mañana y hasta extendida la tarde se procede al concurso de esquila, donde cada trabajador muestra sus habilidades en esta actividad artesanal. El cierre de la jornada se produce en horas de la noche con un gran festival, donde actúan conjuntos de música y danza chamameceros.

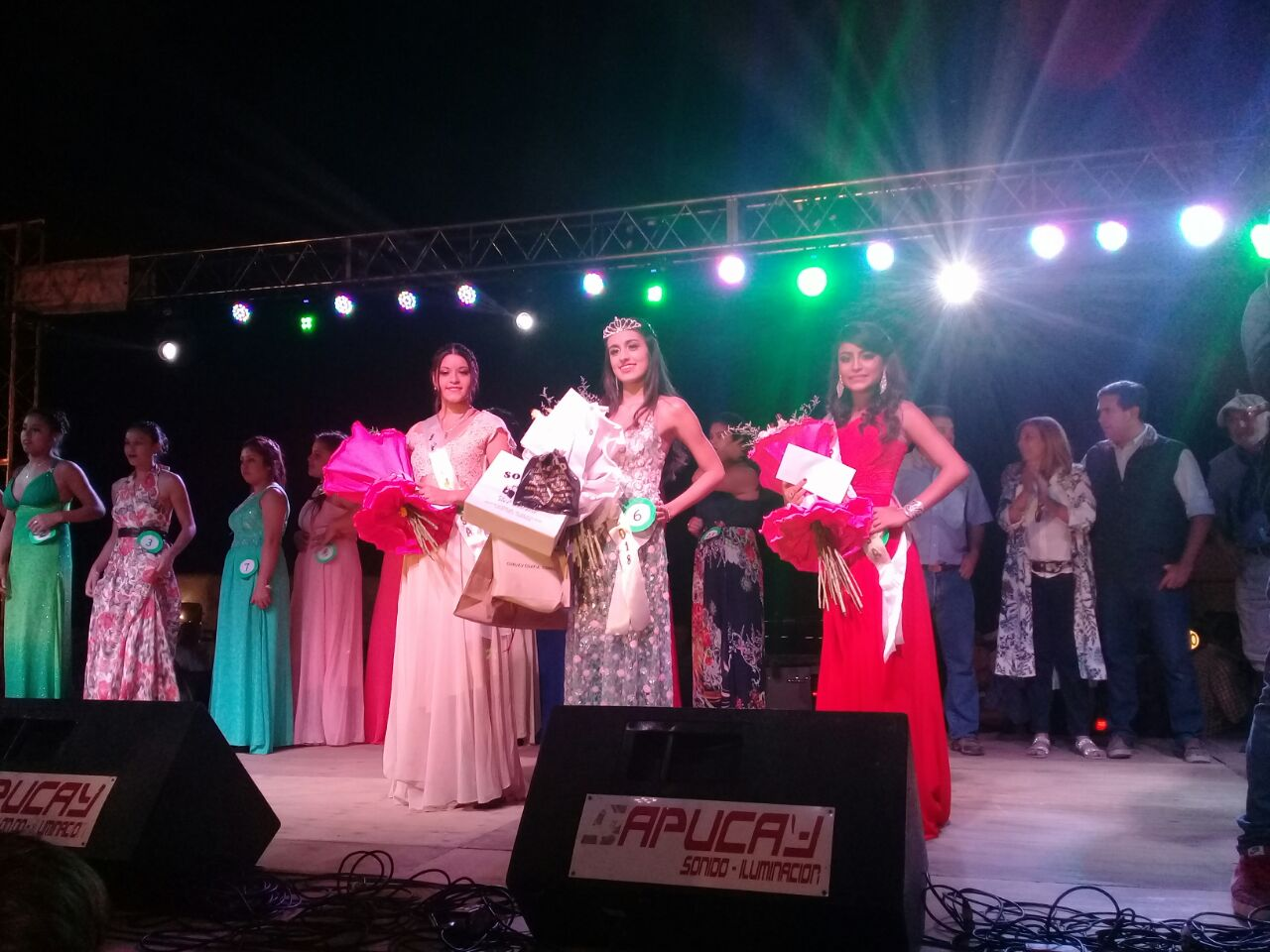
Elección de Reina de la Esquila
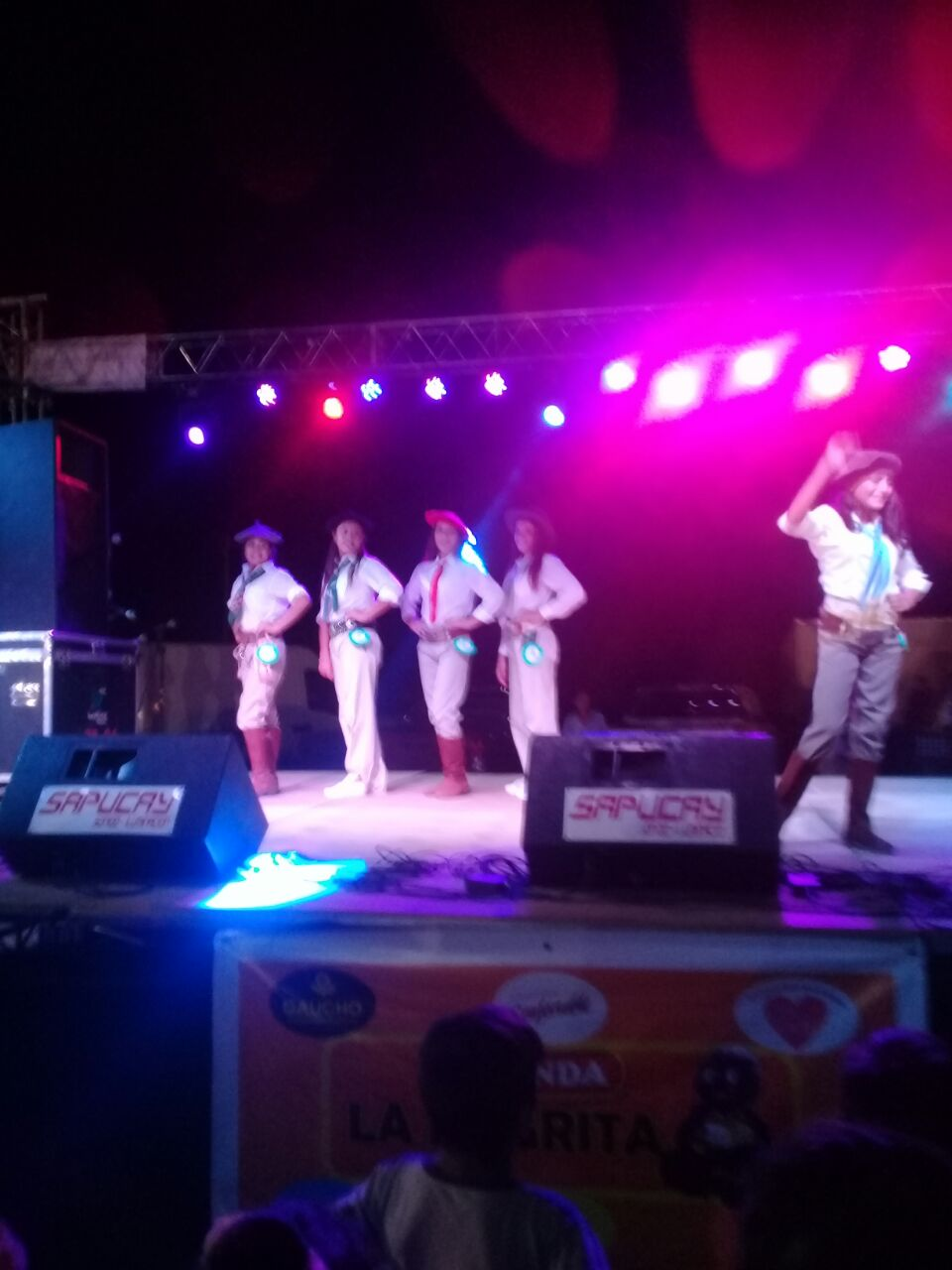
Representación artística